# Porlieria microphylla
Porlieria microphylla es una especie de planta perteneciente a la familia Zygophyllaceae.

## Descripción
Es un arbusto perennifolio que se encuentra a una altitud de 3000 metros en Argentina y Uruguay.

## Taxonomía
Porlieria microphylla fue descrito por (Baill.) Descole, O'Donell & Lourteig  y publicado en Lilloa 5: 329. 1940.
Etimología
Porlieria, nombre genérico nombrado en honor del jurista y político español Antonio Porlier, marqués de Bajamar.
microphylla: epíteto latino que significa "con hojas pequeñas".
Sinonimia
- Guaiacum microphyllum Baill.
- Guajacum microphyllum Baill.
- Porlieria lorentzii Engl.
- Porlieria steinbachii Standl.[5]